# Бертоки
Бертоки (словен. Bertoki) — поселення в общині Копер, Регіон Обално-крашка, Словенія. Висота над рівнем моря: 25,4 м.